# North Bay
North Bay es una ciudad de 78 455 habitantes ubicada en la provincia canadiense de Ontario. Es la sede de Nipissing y obtiene su nombre por su ubicación en la orilla del lago Nipissing.
La ciudad está situada a unos 300 kilómetros de Ottawa en dirección oeste-noroeste. Su economía se basa en el comercio de productos agrícolas y madera.
North Bay fue fundada en 1891. en los años sesenta se construyó un centro militar llamado NORAD (Mando Norteamericano de Defensa Aeroespacial). En esta ciudad también se encuentra la Universidad de Nipissing.